# Alejandro Marzoa Blasco
Alejandro Marzoa Blasco, nascut a Vigo el 1979, és un director de cinema gallec.

## Trajectòria
El 2001 es va traslladar a Barcelona per estudiar a l'ESCAC - Escola Superior de Cinema i Audiovisuals de Catalunya, on es va graduar en l'especialitat de fotografia el 2006. Va dirigir alguns curtmetratges i va dirigir les campanyes publicitàries per tal de captar abonats per l'equip de futbol Real Club Celta de Vigo a les temporades 2009/2010 i 2010/2011. Des del 2008 treballa com a professor a l'ESCAC.

## Filmografia
- Temporada 92-93 (2007), curtmetratge guardonat amb 47 premis[4]
- Padre Modelo (Jet-Films, 2008)
- Cucharada (BoogalooFilms, 2009)
- Amistad (BoogalooFilms, 2010)
- YourLostMemories con Miguel Ángel Blanca (2011)
- Som gent honrada (2013)
- Benvinguts a la família (2017)

## Premis
A la 12a edició dels Premis Mestre Mateo pel seu treball Som gent honrada va rebre el premi al millor director, millor guió, millor actor i millor actor secundari.